# Neoplan Centroliner Evolution
De Neoplan Centroliner Evolution is een autobusreeks geproduceerd door Neoplan-Auwärter. Deze reeks is de opvolger van de Neoplan Centroliner.

## Ontwikkeling
In 2001 werd Neoplan overgenomen door MAN. Hiermee eindigde de ontwikkeling bij Neoplan van bussen op hun eigen chassis. Na de overname werd een nieuwe busreeks ontwikkeld, op basis van de chassis van MAN. In 2002 werd hiermee de Centroliner Evolution ontwikkeld, die een verdere ontwikkeling is van de Centroliner. De uiterlijk van de Centroliner Evolution is hetzelfde gebleven als zijn voorganger, alleen wel met een andere chassis en motor. De eerste bus uit de reeks werd in september 2002 geïntroduceerd en was de N4522. In 2003 ging de serie in productie.
Na de reorganisatie van Neoplan in 2008, waarbij het bedrijf zich voortaan alleen maar op touringcars mocht richten, ging de Centroliner Evolution uit productie.

## Versies
De Centroliner Evolution reeks bestond uit verschillende modellen. In totaal waren er bij de reeks 8 versies.
| Model    | Type            | Uitvoering          | Voorganger | Lengte    | Breedte  | Hoogte (excl. airco) | Hoogte (incl. airco) | Assen | Deuren  |
| -------- | --------------- | ------------------- | ---------- | --------- | -------- | -------------------- | -------------------- | ----- | ------- |
| N4509    | 456 (= MAN A35) | Midibus             | N4409      | 9 665 mm  | 2 380 mm | 2 880 mm             | 2 985 mm             | 2     | 2       |
| N4516    | 486 (= MAN A21) | Stadsbus            | N4416      | 11 950 mm | 2 500 mm | 2 880 mm             | 2 985 mm             | 2     | 2, 3    |
| N4516 T1 | 487 (= MAN A37) | Stadsbus            | N4416      | 11 950 mm | 2 500 mm | 2 880 mm             | 2 985 mm             | 2     | 2, 3    |
| N4516 P  | 466 (= MAN A20) | Streekbus           | N4416 Ü    | 11 950 mm | 2 500 mm | 2 880 mm             | 2 985 mm             | 2     | 2       |
| N4520    | 467 (= MAN A25) | Streekbus verlengd  | N4420      | 14 675 mm | 2 500 mm | 2 880 mm             | 2 985 mm             | 3     | 2       |
| N4521    | 489 (= MAN A23) | Gelede bus          | N4421      | 17 950 mm | 2 500 mm | 2 880 mm             | 2 985 mm             | 3     | 3, 4    |
| N4522    | 489 (= MAN A23) | Gelede bus verlengd | n.v.t.     | 18 720 mm | 2 500 mm | 2 880 mm             | 2 985 mm             | 3     | 3, 4, 5 |
| N4526    | 488 (= MAN A39) | Dubbeldekker        | N4426/3    | 13 730 mm | 2 550 mm | n.v.t.               | 4 560 mm             | 3     | 2       |

1 = Staande motor

## Inzet
De meeste exemplaren van de Centroliner Evolution zijn geleverd aan een groot aantal vervoerbedrijven in Duitsland. Daarnaast waren verschillende exemplaren geëxporteerd naar onder andere Luxemburg en Zwitserland.
| Bedrijf               | Type      | Serie                                                         | Aantal    | Inzet                              | Opmerking                                    |
| Duitsland             | Duitsland | Duitsland                                                     | Duitsland | Duitsland                          | Duitsland                                    |
| --------------------- | --------- | ------------------------------------------------------------- | --------- | ---------------------------------- | -------------------------------------------- |
| Alpina                | N4516     | ??                                                            | 17        | Rijn-Maingebied                    |                                              |
| Luxemburg             |           |                                                               |           |                                    |                                              |
| Autocars Altmann      | N4516     | BU3333                                                        | 1         | Stadsdienst Luxemburg              | Reed in opdracht van AVL Niet meer in dienst |
| Autocars Pletschette  | N4522     | EW1404, EW1415 - EW1417, EW4400, EW4405                       | 6         | Streekdienst                       |                                              |
| Voyages Emile Weber   | N4521     | EW1418                                                        | 1         | Streekdienst                       |                                              |
| Voyages Emile Weber   | N4522     | EW1003, EW1012, EW1013, EW1016, EW1017, EW1061, EW1268-EW1270 | 7         | Streekdienst/stadsdienst Luxemburg |                                              |
| Voyages Siedler-Thill | N4516 P   | BU0002                                                        | 1         | Streekdienst                       |                                              |
| Nederland             |           |                                                               |           |                                    |                                              |
| Taxi Jelle            | N4516     | 05-BPP-9                                                      | 1         | Versterking, tourvervoer           | Ex Cramer, Karlsruhe; verkocht               |
| Kooistra              | N4516     | 05-BPP-9                                                      | 1         | Feestvervoer                       |                                              |
| Party Express         | N4522     | 14-BTX-1                                                      | 1         | Feestvervoer                       | Ex Taeter 95                                 |
| Zweden                |           |                                                               |           |                                    |                                              |
| Gamla Uppsala Buss AB | N4516     | 386-393                                                       | 8         | Uppsala                            |                                              |
| Trio Bilservice AB    | N4516     | ??                                                            | 2         | ??                                 |                                              |
| Zwitserland           |           |                                                               |           |                                    |                                              |
| VBZ                   | N4516     | 243-283                                                       | 41        | Zürich                             | 243 was een demobus en is afgevoerd          |
| VBZ                   | N4522     | 516-562                                                       | 47        | Zürich                             |                                              |